# 海王石

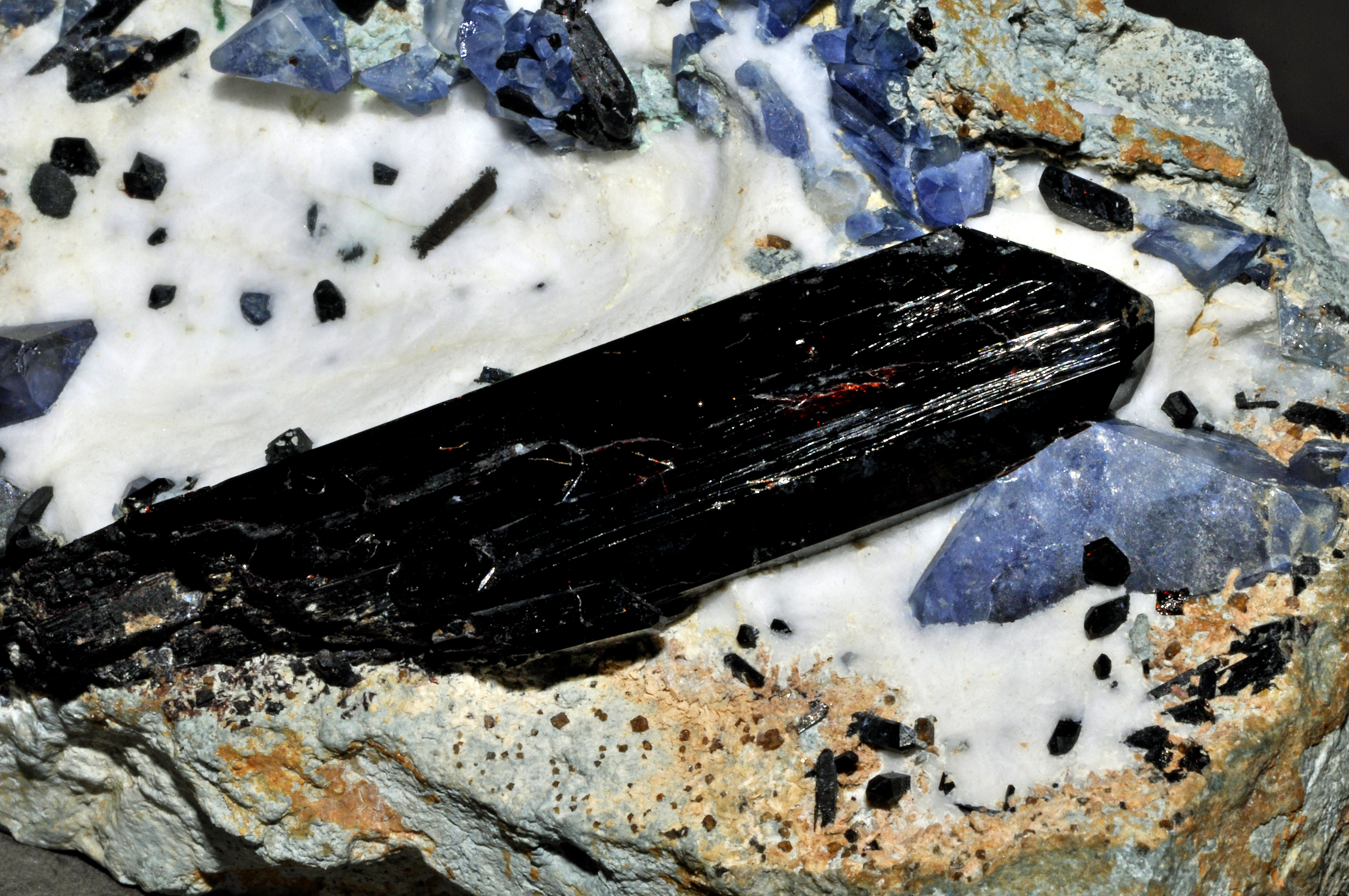
海王石（中央の黒色結晶）。ベニト石、セリウムジョアキン石を伴う（カリフォルニア州サンベニト郡産）

海王石（かいおうせき、ネプチュナイト、Neptunite）は、単斜晶系のフィロケイ酸塩鉱物の一つである。化学組成KNa2Li(Fe,Mn,Mg)2Ti2Si8O24。濃い黒赤色の肉眼的な結晶として産出し、へき開は完全、モース硬度が5〜6度、比重は3.2。
エジリン輝石と共産する形でグリーンランドで発見され、1893年に発表された。エジリン輝石が北欧神話の海の神エーギルに由来するのに倣い、ローマ神話に登場する海の神のネプチューンから名付けられた。
アメリカカリフォルニア州サンベニト郡で多く産出し、ベニトアイトと共生することが多いが、ベニトアイトの産出がほぼ途絶えたため入手困難となっている。原産地の他に、ナミビアなどでも発見されている。
海王石グループの一つで、鉄がマンガンに置換するとマンガン海王石となり、マンガン海王石のチタンがバナジウムに置換するとわたつみ石となる。